# 田中尚樹
田中 尚樹（たなか なおき、1987年11月1日 - ）は、日本の俳優。元劇団そとばこまち劇団員。身長174cm。

## 出演

### 映画
- クローズZERO（2007年）
- 銀魂2 掟は破るためにこそある（2018年） - 真選組隊士 役
- 多十郎殉愛記（2019年）
- 山崎一門3〜日本統一外伝〜（2022年） - 御厨一家組員 藪下和樹 役
- ザギンでシースー!?（2023年） - 川島 役
- 首（2023年）
- 陰陽師0（2024年） - 学生 役

### テレビドラマ
- 大阪環状線 ひと駅ごとのスマイル ～特別編 差出人のない手紙（2018年12月22日、関西テレビ）
- TUNAガール（2019年3月28日 - 、ひかりTV-大阪チャンネル）
- さくらの親子丼（2020年10月24日、フジテレビ） - 勧誘男 役
- 夜がどれほど暗くても 第一話（2020年11月22日、WOWOW） - 丹波 役
- ゲキカラドウ（2021年1月7日 - 3月25日、テレビ東京） - 後輩 役
- 新・ミナミの帝王 第20作「銀次郎の愛した味を守れ!」（2021年1月18日|3月22日、関西テレビ） - 竹田晃 役
- 山崎一門3 ～ 日本統一外伝 〜（2022年、Amazon） - 御厨一家組員 藪下和樹 役
- ガラパゴス（2022年、NHKBSP・4K）
- 正直不動産 7話出演（2022年、NHK）
- 純愛ディソナンス（2022年7月14日 - 、フジテレビ）- 門田秀信 役
- 正月時代劇「いちげき」（2023年、NHK）
- ドキュメンタリー番組「Well-beingが企業を変える～密着“幸福度革命”の最前線～」（2023年、NHK）
- 量産型リコ（2023年6月30日 - 、テレビ東京系列）

### 舞台
2010年に劇団そとばこまち入団以降の各劇団公演
- のぶなが（2016年1月、近鉄アート館） - 明智光秀 役
- 「よしもと×そとばこまち『のぶなが』」（2016年11月11日 - 14日、近鉄アート館） - 明智光秀 役[2][3][4]
- よしもと×そとばこまち第二弾　「おりょう」（2017年5月18日 - 21日、近鉄アート館） - 三吉慎蔵  役[5]
- そとばこまちのノンバーバルエンタテインメント第1弾「幕末」（2018年1月25日 - 28日、道頓堀ZAZA HOUSE／2月21日 - 23日、朝日劇場）[6]
- よしもと×そとばこまち第三弾　「ゆきむら」（2018年6月7日 - 10日、近鉄アート館） - 真田幸村  役[7]
- よしもと×そとばこまち第四弾　「のぶなが」（2018年7月6日 - 8日、あうるすぽっと） - 明智光秀役  役[8][9]
- 劇団そとばこまち 第117回公演 「付廻し(ストーカー)侍～振り向けばそこに侍～」（2018年11月16日 - 18日、近鉄アート館）[10]
- 大阪松竹座「天下一の軽口男〜笑いの神さん 米沢彦八〜」（2019年2月1日 - 17日）[11]
- 佐藤太一郎企画その23「お母さんいません」（2019年7月23日 - 24日、YES THEATER／8月20日、ルミネtheよしもと）
- 劇団そとばこまち第118回公演「のうみん～三人の天草四郎～」（2019年10月11日 - 14日、近鉄アート館）[12]
- 堤下アツシ プロデュース公演「愛害～12の本性～」（2019年11月8日 - 10日、恵比寿・エコー劇場）[13]
- 大阪松竹座「大阪環状線〜君の歌声が聴きたくて1985〜天王寺駅編」（2019年12月13日 - 25日）
- 劇団そとばこまち第119回公演「ピリオド」（2020年7月22日 - 26日、十三BlackBoxx）[14]
- 劇団そとばこまち「エンターテインメント時代劇 番外編『幕末』」（2020年10月23日、25日、十三BlackBoxx）[15]
- 劇団壱劇屋「BLACK SMITH」（2021年2月19日 - 21日）
- 劇団そとばこまち 第120回公演「のぶなが」（2021年11月19日 - 22日、近鉄アート館） - 明智光秀 役[16]
- Studio Dramatic Joe Presents「グッド・コマーシャル」(2021年12月21日、近鉄アート館)
- 劇団そとばこまち 第121回公演「五右衛門」（2022年9月1日 - 4日、近鉄アート館） - 木村重茲  役[17]
- 劇団そとばこまち 第122回公演「大坂夏の陣」（2023年2月24日 - 26日、COOL JAPAN PARK OSAKA TTホール） - 真田幸村 役[18][19]
- 劇団そとばこまち 第124回公演「贋作写楽」（2023年10月5日 - 9日、近鉄アート館））
- 劇団そとばこまち 第125回公演「贋作写楽」（2023年11月17日 - 19日、KAAT神奈川芸術劇場））
- 古事記転生（2023年12月22日、COOL JAPAN PARK OSAKA WWホール））
- ワインガールズ - 松山三四朗の著書の舞台化、劇団Focusの菅野臣太朗の脚本・演出作品（2024年4月25日 - 5月2日、シアター1010）[20]
- 劇団そとばこまち 第126回公演「和製吸血鬼伝」（2024年7月4日 - 7日、近鉄アート館）[21]

### ラジオ
- ロックなミシンで起こして（2019年5月11日、NHKFM）
- SATURDAY MAGNIFICENT（2023年2月18日、FM COCOLO）